# برنلیق مددخان
برنلیق مددخان یکی از روستاهای استان آذربایجان شرقی است که در دهستان گرمه جنوبی در شهرستان میانه واقع شده‌است.

## جمعیت
این روستا در بخش مرکزی شهرستان میانه قرار دارد و براساس سرشماری مرکز آمار ایران در سال ۱۳۸۵، جمعیت آن ۲۹۴ نفر (۷۰ خانوار) بوده‌است.